# Pauline McLynn
Pauline McLynn (nacida el 11 de julio de 1962)[cita requerida] es una actriz y autora irlandesa. Es conocida por sus papeles como Mrs Doyle en la comedia de situación de Channel 4 Father Ted, Libby Croker en la comedia dramática de Channel 4 Shameless, Tip Haddem en la comedia de BBC One Jam & Jerusalem e Yvonne Cotton en la telenovela de la BBC EastEnders. McLynn también apareció como Garda en Sky One's Trollied.

## Primeros años
McLynn nació en Sligo y creció con dos hermanos menores en Galway. Estudió Historia del Arte e Inglés Moderno en el Trinity College de Dublín, pero estuvo más involucrada en la sociedad de teatro de la universidad. Se graduó con una maestría.

## Trayectoria profesional
Aunque McLynn tenía poco más de treinta años cuando interpretó a la señora Doyle en Father Ted, se utilizó maquillaje para que pareciera mucho más mayor para encajar en el perfil de anciano del personaje. Recibió un premio de la comedia británica por sus actuaciones en 1996. El premio fue entregado por Tony Blair.
Las apariciones televisadas posteriores incluyeron un papel de anciano similar en el episodio "Yesterday Island" de la serie juvenil de ciencia ficción Life Force, bocetos sobre Bremner, Bird and Fortune, y programas de panel Just a Minute, Have I Got News for You y Si yo gobernara el mundo. En 1999, apareció en la adaptación cinematográfica de Angela's Ashes. También apareció en Jam & Jerusalem de Jennifer Saunders. Entre 2001 y 2003 repitió la Sra. Doyle en un anuncio para la presentación de declaraciones de impuestos en línea por parte de la Agencia Tributaria.
McLynn fue aclamada por la crítica por su actuación en la película Gypo de 2005, recibiendo una nominación al Premio de Cine y Televisión Irlandés a la Mejor Actriz.
McLynn apareció en Shameless, que fue producida por la emisora británica Channel 4, como Libby Croker. En enero de 2011 se anunció que había dejado el programa, supuestamente después de un "año difícil". McLynn también interpretó el papel de la madre de Alice en el programa Threesome de Comedy Central. Protagonizó Happy Days de Samuel Beckett en el Crucible Theatre, Sheffield en 2011.[cita requerida]
McLynn interpretó a Mary Whyte en la comedia de situación Father Figure de la BBC de 2013.
En 2014, McLynn interpretó el papel de Evelyn en "Kiss for the Camera", un episodio de la tercera serie de la comedia de la BBC Pramface. El 12 de mayo de 2014, McLynn se unió al reparto de EastEnders como Yvonne Cotton, la madre de Charlie Cotton (Declan Bennett) y ex nuera de Dot Branning (June Brown). Después de comenzar como un personaje recurrente, McLynn se convirtió rápidamente en un habitual cuando la trama de su personaje se intensificó. Hizo su última aparición el 13 de enero de 2015, al finalizar su contrato. Sin embargo, McLynn regresó a la telenovela el 14 de mayo de 2015 para un solo episodio para dar evidencia contra Dot durante el juicio por asesinato de Nick Cotton (John Altman).
En 2017, McLynn apareció como la madre del personaje principal Marcella en la comedia GameFace de E4 de Roisin Conaty, y en abril de 2018 interpretó a Sister Mary en la película biográfica Dave Allen At Peace de BBC Two. Ella aparece como un personaje secundario llamado Sra. Trattner en la película de 2018 Johnny English ataca de nuevo.
En 2020, McLynn fue uno de los peregrinos famosos en Sultans Trail en la serie de la BBC Pilgrimage: Road to Istanbul. También apareció en Riverdance: The Animated Adventure.
En 2021, McLynn apareció como Oona en el E4 S6 de Inside No. 9. También apareció como Carol, la dueña de un bar, en la película Last Night in Soho, que se estrenó en octubre de 2021. McLynn también apareció en Doctor Who, como Mary en el especial de Año Nuevo " Eve of the Daleks". 

## Vida personal
McLynn está casada con el agente teatral Richard Cook. Es patrocinadora de la organización benéfica para niños World Vision Ireland y es presidenta de Friends of Innisfree Housing Association. También es patrocinadora de Littlehill Animal Rescue, Sanctuary en Irlanda y Birmingham Greyhound Protection.
McLynn es fanática del equipo de fútbol de la Premier League Aston Villa. Ella dice que su mejor momento apoyando a Villa llegó en 1996 cuando los vio vencer al Leeds United en la final de la Copa de la Liga de Fútbol con su coprotagonista de Father Ted, Ardal O'Hanlon, que es seguidor del Leeds. McLynn fue criado como católica, pero ahora es atea.
McLynn participa en muchas organizaciones benéficas contra las carreras y la exportación de galgos. Es patrocinadora de Birmingham Greyhound Protection. 

## Premios y nominaciones
| Año  | Otorgar                                               | Categoría                                             | Título     | Resultado |
| ---- | ----------------------------------------------------- | ----------------------------------------------------- | ---------- | --------- |
| 1996 | Premio de comedia británica                           | Mejor actriz de comedia de televisión                 | Father Ted | ganadora  |
| 2006 | Festival Internacional de Cine Gay y Lésbico de Turín | Mención Especial: Mejor Video                         | gipo       | ganado    |
| 2007 | Premio de Cine y Televisión de Irlanda                | Mejor actriz en un papel principal en un largometraje | gipo       | nominada  |